# Nur Mut, Jimmy Grimble
Nur Mut, Jimmy Grimble (deutscher Alternativtitel: Es gibt nur einen Jimmy Grimble) ist ein Jugendfilm des britischen Regisseurs John Hay aus dem Jahr 2000. Der Film erzählt die Initiation des 15-jährigen Jimmy Grimble, eines schüchternen Jungen in einer Arbeitersiedlung von Manchester.

## Handlung
Jimmy Grimble (Lewis McKenzie) ist ein Schwächling und Außenseiter an seiner Schule. Auch in der Fußballmannschaft seiner Schule kommt er nicht über die Rolle des Ersatzmannes hinaus und wird von seinen Mitspielern gehänselt und drangsaliert. Als eines Abends zwei andere Jungs ihn verprügeln wollen, findet er auf der Flucht vor ihnen Schutz bei einer alten Frau namens Alice Brewer (Jane Lapotaire). Sie schenkt ihm ein Paar alter Fußballschuhe, die Zauberkraft besitzen. Mit Hilfe dieser Schuhe gewinnt er immer mehr an Selbstvertrauen und gibt alles, um sein spielerisches Talent zu zeigen. Auch sein Trainer Eric Wirrel (Robert Carlyle) bemerkt, wie Grimble immer mehr aus sich herausgeht. Grimble wird zu einer festen Stütze seiner Mannschaft und gewinnt zunehmend den Respekt seiner Mitspieler und seines Umfeldes. Am Ende führt er sein Team in das Finale des Schulpokals.

## Kritiken
„Mitreißender Jugendfilm zwischen realistischer Alltagsbeschreibung und märchenhafter Überhöhung, der aus einem vertrauten Sujet ebenso unterhaltsame wie Erkenntnis vermittelnde Funken zu schlagen versteht.“

## Auszeichnungen
Der Film wurde mehrfach ausgezeichnet. Unter anderem wurde Regisseur Hay 2001 bei der Berlinale mit dem Gläsernen Bären für den besten Kinder- und Jugendfilm ausgezeichnet.